# Nilobezzia belligera
Nilobezzia belligera är en tvåvingeart som först beskrevs av Meillon 1940.  Nilobezzia belligera ingår i släktet Nilobezzia och familjen svidknott. Inga underarter finns listade i Catalogue of Life.